# (1436) Salonta
(1436) Salonta ist ein Asteroid des Hauptgürtels, der am 11. Dezember 1936 von dem ungarischen Astronomen György Kulin am Konkoly-Observatorium in Budapest entdeckt wurde. Der Asteroid ist unter den 1500 Asteroiden aufgelistet, also eine der Ersten.
Der Name des Asteroiden erinnert an den Geburtsort seines Entdeckers, der heute in Rumänien liegenden Stadt Salonta. Davor erhielt (1436) Salonta die provisorische Bezeichnung (1436) 1936 YA.

## Entdeckung
Der Asteroid wurde am 11. Dezember 1936 von Gyögy Kulin entdeckt. Nur drei Nächte später, am 14. Dezember 1936, wurde er vom französischen Astronomen André Patry am Nizza-Observatorium gesichtet.

## Umlaufbahn
Mit einer Geschwindigkeit von 16,79 km/s bewegt sich (1436) Salonta in einer durchschnittlichen Entfernung von 3,1436349 AE in 5 Jahren und 212 Tagen (2037 Tage) um die Sonne. Seine Bahnebene ist in Bezug zur Ekliptik um 13,89601° geneigt. Der Asteroid dreht sich zwischen 8.858 und 8.872 Stunden um sich selbst.

## Durchmesser
(1436) Salonta misst zwischen 52,73 und 72,06 Kilometern im Durchmesser und weist eine Albedo von 0,028 bis 0,050 auf, wie die Infrarot-Satelliten IRAS, der japanische Akari-Satellit und das WISE-Teleskop der NEOWISE-Mission der NASA zeigen.